# Анте Трумбић
Анте Трумбић (Сплит, 17. мај 1864 — Загреб, 17. новембар 1938) био је југословенски и хрватски политичар.

## Биографија
Један од креатора политике новог курса која је уочи Првог светског рата утицала на генерацију хрватских политичара да решење хрватског националног питања потраже у јужнословенској државној заједници.
У току Првог свјетског рата ангажовао се у политичкој емиграцији. Као председник Југословенског одбора настојао је код сила Антанте и српске владе да постигне признање и уважавање Југословенског одбора као представничког тела Хрвата, Срба и Словенаца из Хабзбуршке монархије и као њиховог савезника, и признање југословенских добровољачких трупа као савезничких војних јединица.

## Контроверзе везане за искреност Трумбићевог југословенства
Искреност Трумбићевог југословенства је упитна ако се узме у обзир изјава коју је 1935 године дао француском новинару Анри Поцију. У тој изјави са забринутошћу се нада да новинар неће упоређивати "чисте западњаке" Хрвате и Словенце са Србима. Србе назива полу-цивилизованим балканским хибридима Словена и Турака. Такође их назива варварима и додаје да западњаштво српских вођа не иде даље од фразеологије и кроја одеће.

## Галерија
- Југословенски одбор у Лондону
- Потписивање Рапалског уговора 1920, на слици Трумбић потписује уговор
- Анте Трумбић, Никола Пашић, Миленко Веснић и Иван Жоглер
- Пасош Анте Трумбића, градски музеј у Сплиту